# Adam Jerzy Czartoryski

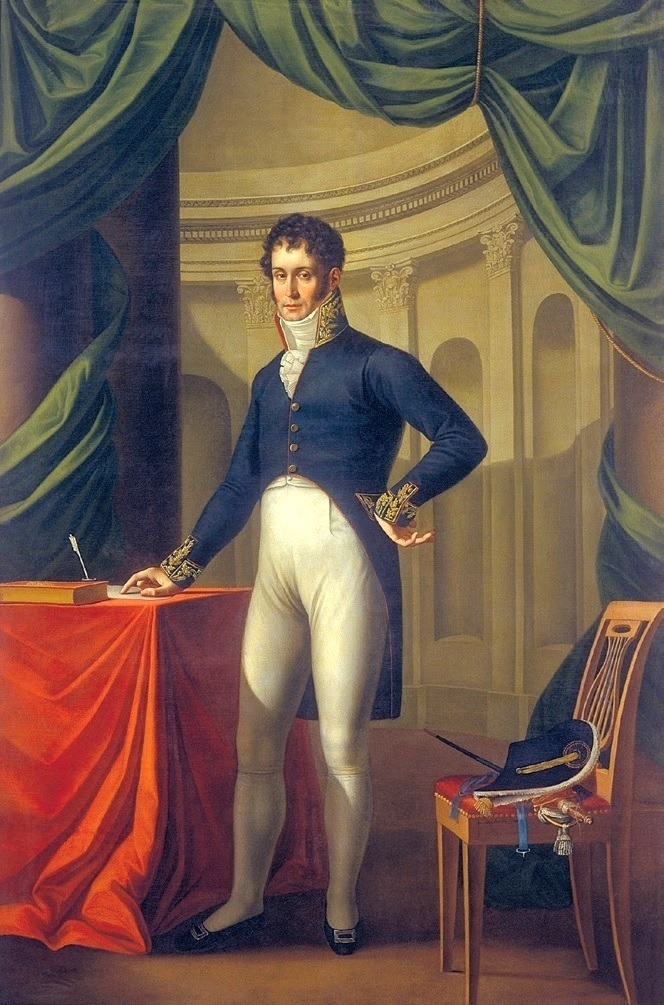
Józef Oleszkiewicz, Portret Adama Jerzego Czartoryskiego z 1810 roku

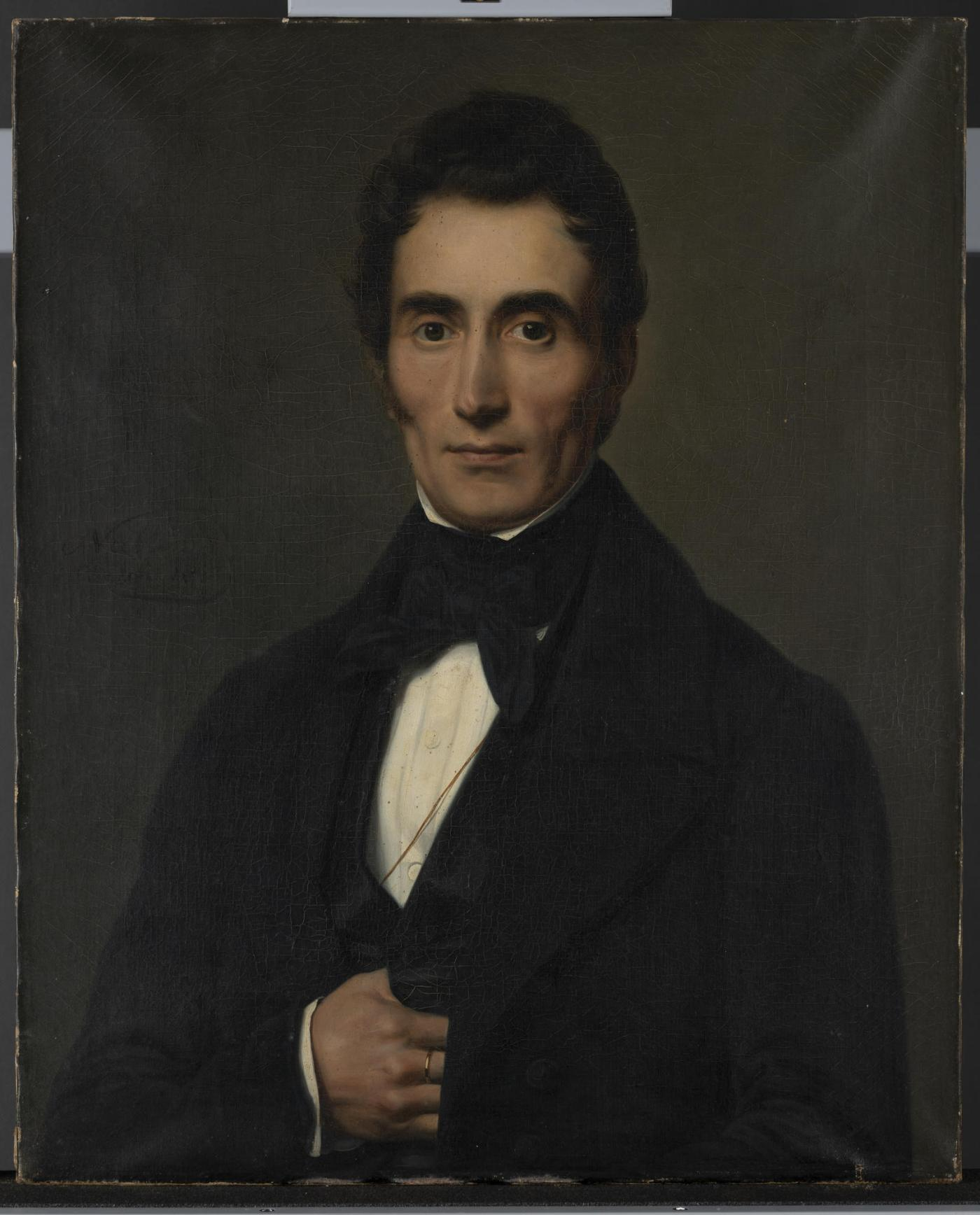
Jan Piotr Norblin, Portret Adama Jerzego Czartoryskiego z 1829 roku ze zbiorów Muzeum Ziem Wschodnich Dawnej Rzeczypospolitej

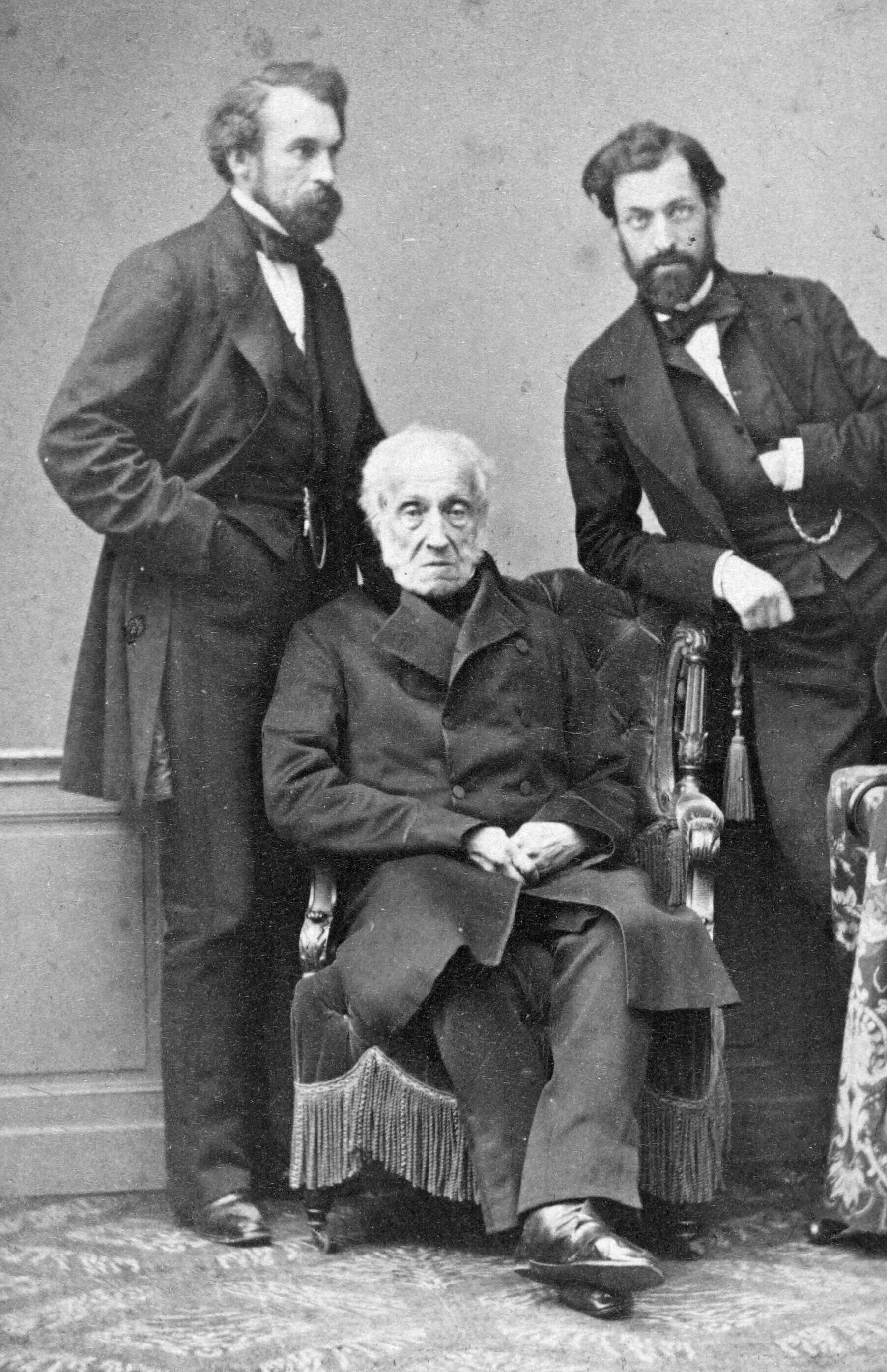
Adam Jerzy Czartoryski z synami

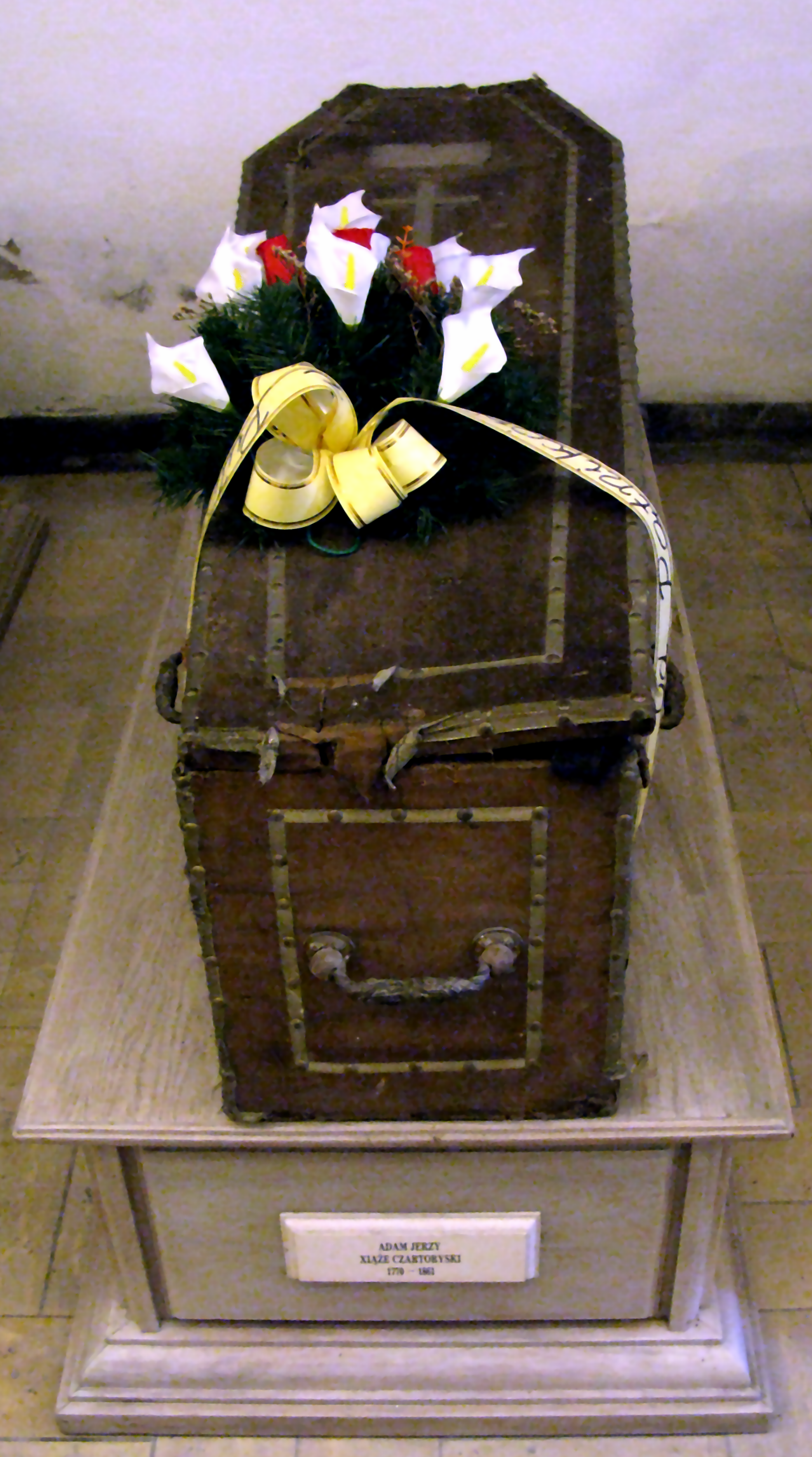
Trumna księcia Adama Jerzego Czartoryskiego, w Krypcie Książąt Czartoryskich w Sieniawie

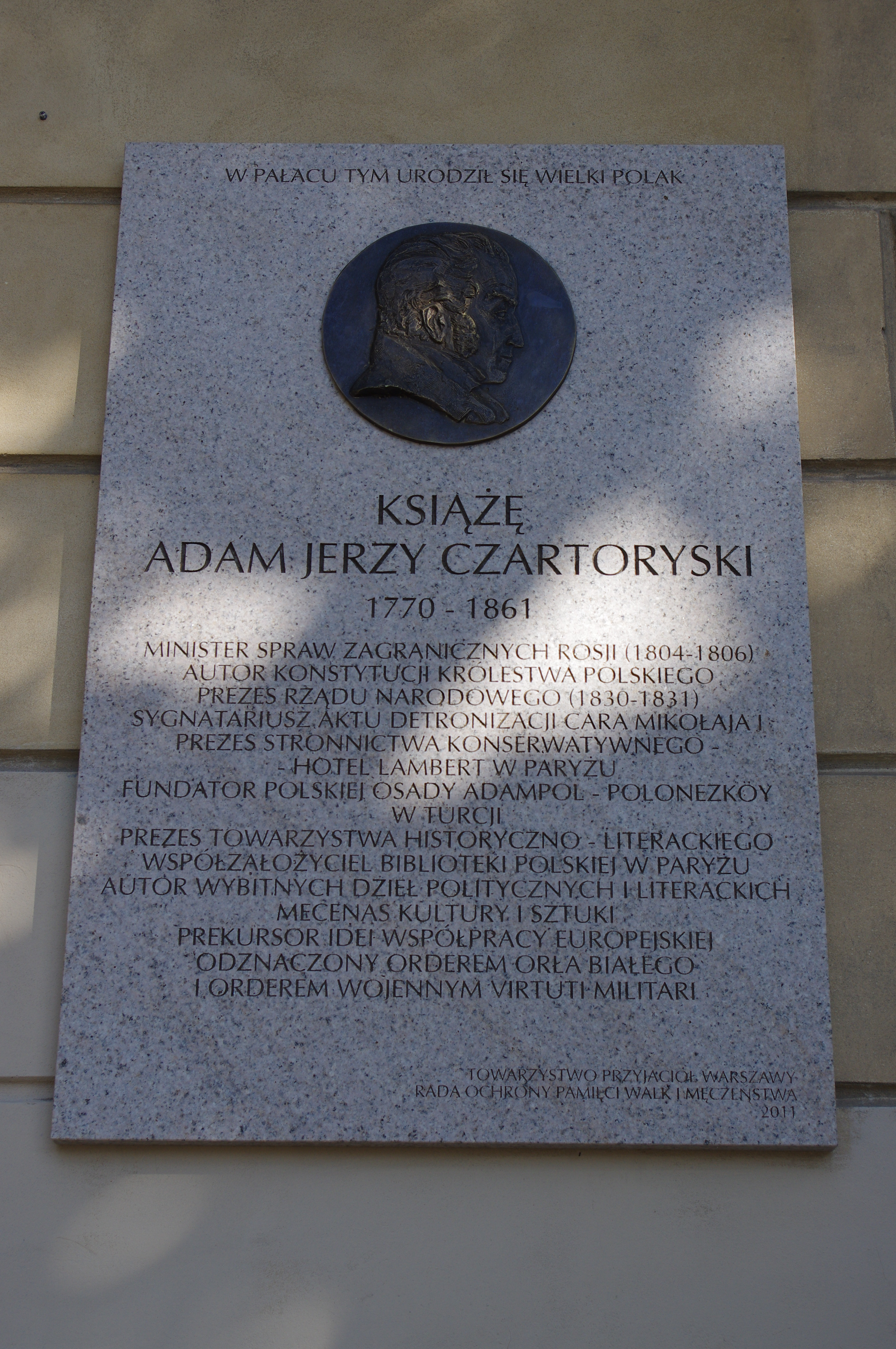
Tablica upamiętniająca Adama Jerzego Czartoryskiego na Pałacu Błękitnym w Warszawie

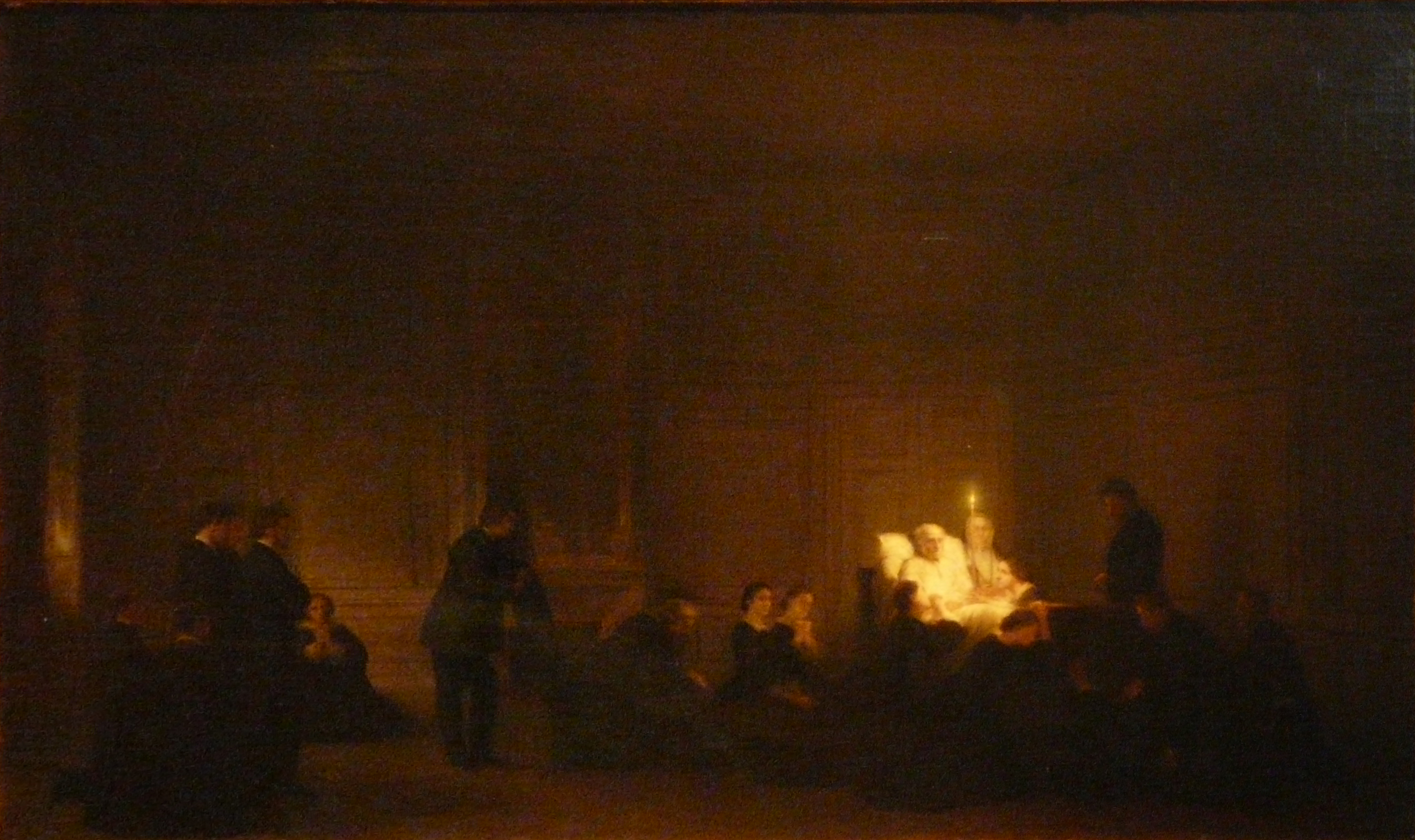
Śmierć Adama Jerzego Czartoryskiego

Adam Jerzy Czartoryski książę herbu własnego, ps. „Toulouzan” (ur. 14 stycznia 1770 w Warszawie, zm. 15 lipca 1861 w Montfermeil) – polski mąż stanu, minister spraw zagranicznych Imperium Rosyjskiego w latach 1804–1806, wielki podkomorzy dworu królewskiego Mikołaja I Romanowa w 1830 roku, wiceprezes Rządu Tymczasowego Królestwa Polskiego w 1815 roku, senator-wojewoda Królestwa Polskiego (1815), prezes Rządu Narodowego Królestwa Polskiego (1831), prezes Senatu, pisarz, poeta, mecenas sztuki i kultury, został odznaczony Orderem Orła Białego (w 1815), wielki skarbnik Katolickiego Wielkiego Przeoratu w Rosji kawalerów maltańskich w 1798 roku. Założyciel politycznego obozu konserwatywno-liberalnego Hotel Lambert.
Tajny konsyliarz, towarzysz i pełniący obowiązki ministra interesów zagranicznych, Tajnej Rady Monarszej i Głównego Szkół Rządu członek, generał poczt, Imperium Rosyjskiego Senator, państwa Uniwersytetu Wileńskiego i jego wydziału kurator.
Urodzony w związku małżeńskim księcia gen. Adama Kazimierza Czartoryskiego, generała ziem podolskich (1734–1823) i Izabeli z domu Flemming, chociaż rozpowszechniano za jego życia plotki, że jego prawdziwym ojcem był Nikołaj Repnin, poseł rosyjski w Warszawie i kochanek Izabeli Czartoryskiej. Brat Marii Wirtemberskiej. Mąż ks. Anny Zofii Sapiehy (1799–1864) h. Lis – córki Aleksandra Antoniego Sapiehy, adiutanta cesarza Napoleona I, ojciec Władysława – fundatora Muzeum Czartoryskich w Krakowie i księcia Witolda Czartoryskiego (1822–1865) oraz Izabeli Elżbiety Czartoryskiej – żony Jana Kantego Działyńskiego.

## Dzieciństwo i młodość
Otrzymał staranne wykształcenie domowe (jego nauczycielem był Gotfryd Ernest Groddeck), które dopełnił podróżami zagranicznymi. W roku 1786 wyruszył w 2-letnią podróż do Niemiec, gdzie poznał Johanna Wolfganga Goethego, Christopha Martina Wielanda i Johanna Gottfrieda Herdera. W Paryżu (1788) przedstawiony został królowej Francji Marii Antoninie. Tam nawiązał współpracę ze Scypionem Piattolim. W roku 1788 powrócił do kraju, gdzie został marszałkiem sejmiku w Kamieńcu Podolskim, jednak już kilka miesięcy później (1789) wyjechał do Anglii i Szkocji, gdzie podjął studia w Edynburgu. Do Polski powrócił w 1791 r. Członek Zgromadzenia Przyjaciół Konstytucji Rządowej.

## Wojna polsko-rosyjska (1792)
Jako ochotnik wstąpił w roku 1792 do armii litewskiej i brał udział w wojnie polsko-rosyjskiej. Był dowódcą szwadronu (w stopniu podpułkownika) w 4. Pułku Koronnym Przedniej Straży oraz rotmistrzem chorągwi 7. Brygady Kawalerii Narodowej. Zdobył Krzyż Kawalerski Orderu Virtuti Militari za udział w bitwie pod Grannem. Wraz z resztą armii litewskiej oskarżał władze i króla Stanisława Augusta Poniatowskiego o zdradę. Wkrótce potem, 16 sierpnia roku 1792 odszedł ze służby wojskowej, wyjeżdżając do Wiednia i Londynu.

## Powstanie kościuszkowskie
W czasie powstania w 1794 r. przebywał za granicą w Brukseli i w Wiedniu. Po zniszczeniu Puław przez wojska rosyjskie, rodzice za radą generał-gubernatora-litewskiego Nikołaja Repnina wysłali swoich synów do Sankt Petersburga. Wraz z bratem Konstantynem został tam wysłany przez ojca, a celem ich bytności było ratowanie dóbr zasekwestrowanych przez Rosjan.

## Pobyt w Rosji
W Rosji został kamerjunkrem Pułku Gwardii Konnej. Awansowany później do stopnia brygadiera był adiutantem wielkiego księcia Aleksandra I. Nawiązał romans z żoną Aleksandra wielką księżną Elżbietą Aleksiejewną. Po narodzinach ich córki, książę Adam został mianowany posłem rosyjskim w Królestwie Sardynii. W 1801 powrócił do Rosji. W 1802 przeprowadzono reformę władz imperium według zaleceń księcia Adama. Utworzono 8 ministerstw i komitet ministrów pod przewodnictwem cesarza. Czartoryski został zastępcą Aleksandra Woroncowa, mianowany członkiem rady do spraw szkolnych W Ministerstwie Oświaty i członkiem komitetu urządzania Żydów. Po utworzeniu okręgu naukowego wileńskiego, w 1803 objął jako kurator władzę szkolną w 8 guberniach zachodnich Rosji. Na tym stanowisku był m.in. zwierzchnikiem odnowionego Uniwersytetu Wileńskiego.
Został przyjacielem i doradcą cesarza Aleksandra I. Mianowany przez niego w 1803 kuratorem wileńskiego okręgu naukowego przyczynił się do rozwoju oświaty na wschodnich ziemiach zabranych dawnej Rzeczypospolitej, rozbudował sieć szkół parafialnych z językiem polskim. Położył duże zasługi w rozkwicie Uniwersytetu Wileńskiego. W 1824 po procesie filomatów i filaretów podał się do dymisji.
W latach 1804–1806 pełnił funkcję ministra spraw zagranicznych w rządzie Rosji. Był zwolennikiem rozwoju zjednoczonej Polski pod berłem rosyjskim (tzw. plan puławski). Stanowiło to część większego planu Ligi Europejskiej, projektu bardziej przypominającego Ligę Narodów niż założone w 1815 r. Święte Przymierze. Czartoryski był też członkiem rosyjskiego Senatu i Rady Państwa.
Orientacji prorosyjskiej pozostał wierny także w okresie Księstwa Warszawskiego. Po ataku francuskim na Rosję w 1812 wziął dymisję ze stanowisk państwowych i wyjechał za granicę. Jego osoba była brana pod uwagę w trakcie rozpatrywania kwestii polskiej. Proponowano uczynienie księcia Adama wicekrólem odbudowanego państwa polskiego. Po klęsce Napoleona w Rosji, ministrowie Księstwa Warszawskiego zwrócili się do Czartoryskiego z propozycją przyłączenia księstwa do Rosji, z zachowaniem Konstytucji 3 maja lub odmienionej konstytucji księstwa. W 1814 w Chaumont Czartoryski przedstawił Aleksandrowi program połączenia 8 guberni litewsko-ruskich z Księstwem Warszawskim.

## Królestwo Kongresowe
W czasie kongresu wiedeńskiego jako doradca Aleksandra I współdziałał w utworzeniu konstytucyjnego Królestwa Polskiego. 23 listopada 1814 został przyjęty do loży masońskiej Świątynia Izis. Od lipca 1814 stał na czele Komitetu Cywilnego Reformy i uczestniczył w przygotowaniu ustawy konstytucyjnej. 15 czerwca 1815 został wiceprezesem Rządu Tymczasowego. 1 grudnia 1815 mianowany senatorem-wojewodą Królestwa Kongresowego. Następnie za sprawą wielkiego księcia Konstantego i carskiego komisarza Nikołaja Nowosilcowa został odsunięty od funkcji politycznych w rządzie i skupił się na sprawach oświatowych. Po śmierci Aleksandra I przeszedł do opozycji konserwatywnej.
25 września 1817 ożenił się z księżniczką Anną Zofią z domu Sapiehą.
W 1828 roku był członkiem Sądu Sejmowego, mającego osądzić osoby oskarżone o zdradę stanu.
Odznaczony rosyjskim Orderem św. Anny II klasy, Komandor Orderu Maltańskiego.

## Powstanie listopadowe
Po wybuchu powstania listopadowego w nocy z 29 na 30 listopada książę Czartoryski wszedł w skład Rady Administracyjnej a 3 grudnia został prezesem Rządu Tymczasowego, a następnie Rządu Narodowego do 17 sierpnia 1831 (podał się do dymisji pod wpływem wypadków nocy sierpniowej). W początkowym okresie liczył na ugodę z Mikołajem I, później zaś na interwencję dyplomatyczną państw zachodnich. Jako senator podpisał 25 stycznia 1831 roku akt detronizacji Mikołaja I Romanowa. Po upadku powstania udał się na emigrację. Za udział w powstaniu cesarz Mikołaj I Romanow skazał go na karę śmierci przez ścięcie toporem.

## Emigracja
Był członkiem sejmu powstańczego na emigracji. 25 lutego 1832 w czasie swojego pobytu w Wielkiej Brytanii powołał Literary Association of the Friends of Poland, stowarzyszenie mobilizujące brytyjską opinię publiczną wokół sprawy polskiej. W 1833 osiadł w Paryżu, kupując w 1843 Hôtel Lambert. Stanął na czele stronnictwa konserwatywnego Hotel Lambert. Popierał antyrosyjską politykę państw europejskich, a także ruchy rewolucyjne i narodowe, upatrując w nich możliwość odbudowy Polski.
W 1839 wiązał nadzieje dla sprawy polskiej z wybuchem konfliktu międzynarodowego o Belgię. Umieszczał oficerów i żołnierzy Polaków w armiach hiszpańskiej i portugalskiej, by przygotowywać kadry przyszłego wojska polskiego. Pragnął związać sprawę polską z antyrosyjskim powstaniem górali Szamila. W 1839 upadł projekt ogłoszenia księcia Adama królem Polski na emigracji. W 1840 Czartoryski podjął się przeprowadzenia programu odnowienia świata słowiańskiego w oparciu o Imperium Osmańskie. W 1841 powstała wschodnia agencja główna, kierowana przez Michała Czajkowskiego, a w 1843 agencja zachodnia Ludwika Orpiszewskiego. W czasie Wiosny Ludów przebywał w Berlinie, gdzie całkowicie rozczarował się do koncepcji wspólnego polsko-francusko-pruskiego wystąpienia przeciw Rosji. W okresie wojny krymskiej 1853–1856 patronował polskim formacjom wojskowym w Turcji. Po pokoju paryskim w 1856 wycofał się z czynnego życia politycznego. W 1858 odwiedził Gołuchów. W Wiedniu został przyjęty przez cesarza Franciszka Józefa I. W 1860 powołał Bureau des Affaires Polonaises.
Zmarł w Montfermeil pod Paryżem. Został pochowany na polskim cmentarzu w Montmorency. W sierpniu 1865 trumny ze szczątkami księcia oraz jego żony (zmarłej w 1864) przewieziono do Sieniawy koło Przeworska, gdzie zostały złożone w rodowej krypcie.

## Mecenat naukowy i twórczość literacka
Był także mecenasem literatury i sztuki. Członek czynny Towarzystwa Królewskiego Przyjaciół Nauk w Warszawie w 1829 roku. Był jednym ze współtwórców założonego w 1832 Towarzystwa Literackiego, a od 1853 jego dożywotnim prezesem. Współtworzył także Stowarzyszenie Pomocy Naukowej oraz Bibliotekę Polską w Paryżu.
Pisał dzieła z zakresu polityki, ale również wiersze i poematy często związane tematycznie z Puławami. Do bardziej znanych należą: Bard Polski (1840), Powązki (1918) oraz pamiętnik: Memoires... (t. 1-2, 1887) tłumaczenie polskie Pamiętniki ks. Adama Jerzego Czartoryskiego...  (Kraków, 1904–1905). Znane są także jego rozprawy o Kniaźninie (1853), Niemcewiczu (1860) i Kancie. Przekładał również dzieła Horacego, Sofoklesa i Pindara. Został także wprowadzony na karty literatury polskiej przez Słowackiego w Kordianie oraz Wyspiańskiego w Lelewelu.

### Ważniejsze dzieła
- Bard polski, powst. 1795, wyd. J.U. Niemcewicz (bez podania nazwiska autora) w książce: K. Sienkiewicz Skarbiec historii polskiej, t. 1, Paryż 1840, s. 465–589 i odb.; wyd. następne: Paryż 1860 Biblioteka Polska; fragm. i streszczenie ogł. L. Dębicki: Puławy, t. 4, Lwów 1888; wyd. J. Kallenbach, Brody 1912 Arcydzieła Polskich i Obcych Pisarzy, t. 79[19]
- Na obcej ziemi i spod obcej strzechy, powst. 1795, fragmenty ogł. L. Dębicki: Puławy, t. 4, Lwów 1888
- Do Katarzyny II. Urywek, powst. 1795–1796, wyd. J. Kallenbach: „O Bardzie polskim ks. Adama Czartoryskiego wobec nieznanych jego poezji”, Rozprawy AU Wydział Filologiczny, t. 57 (1919); także w odbitkach pt. Bard polski..., Kraków 1918
- Powrót do Puław, powst. około roku 1801, fragmenty wyd. J. Kallenbach: „O Bardzie polskim ks. Adama Czartoryskiego wobec nieznanych jego poezji”, Rozprawy AU Wydział Filologiczny, t. 57 (1919)
- Wiersz do matki, powst. 1809–1813, wyd. J. Kallenbach: „O Bardzie polskim ks. Adama Czartoryskiego wobec nieznanych jego poezji”, Rozprawy AU Wydział Filologiczny, t. 57 (1919)
- Myśli dążące do zamiaru polepszenia bytu włościan polskich i podania im środków dojścia stopniami do niepodległości bez szkody właścicieli, Warszawa (1814)
- O Koblańskim (nekrolog), powst. około roku 1817, niewydany, streszczenie ogł. L. Dębicki: Puławy, t. 4, Lwów 1888
- Życie Kniaźnina[20], powst. około roku 1817, wyd. Przegląd Poznański 1853; odb. Poznań 1853 (wyd. anonimowe)
- Do Iksów... (wiersz)[21], powst. prawdopodobnie w latach 1816–1818, wyd. B. Gubrynowicz: „Z dziejów Towarzystwa Iksów w Warszawie”, Kurier Warszawski 1914, nr 1 (autorstwo Czartoryskiego domniemane)
- Królowa Jadwiga (monografia historyczna), powst. 1818, niewydana, streszczenie ogł. L. Dębicki: Puławy, t. 4, Lwów 1888
- Prozodia polska, powst. 1820 (wymienia ją J. Kallenbach: „O Bardzie polskim ks. Adama Czartoryskiego wobec nieznanych jego poezji”, Rozprawy AU Wydział Filologiczny, t. 57, 1919)
- Essai sur la diplomatie ou manuscrit d’un Philhellène. Publié par M. Toulouzan, powst. około roku 1823, wyd. Paryż 1830, wyd. 2 Paryż 1864; przekł. polski fragm.: Czas 1872, nr 291 i nn.; 1873, nr 26 i nn.
- Wiersz do J.M. Fredry, powst. około roku 1824, fragmenty ogł. L. Dębicki: Puławy, t. 4, Lwów 1888; całość wyd. J. Kallenbach: „O Bardzie polskim ks. Adama Czartoryskiego wobec nieznanych jego poezji”, Rozprawy AU Wydział Filologiczny, t. 57 (1919)
- Na bal, powst. 1828–1829, wyd. J. Kallenbach: „O Bardzie polskim ks. Adama Czartoryskiego wobec nieznanych jego poezji”, Rozprawy AU Wydział Filologiczny, t. 57 (1919)
- Powązki (poemat niedokończony), powst. 1795–1830, fragmenty ogł. L. Dębicki: Puławy, t. 4, Lwów 1888; całość wyd. J. Kallenbach: „O Bardzie polskim ks. Adama Czartoryskiego wobec nieznanych jego poezji”, Rozprawy AU Wydział Filologiczny, t. 57 (1919)
- Wiejskie ogrody, powst. 1795–1830, fragmenty wyd. J. Kallenbach: „O Bardzie polskim ks. Adama Czartoryskiego wobec nieznanych jego poezji”, Rozprawy AU Wydział Filologiczny, t. 57 (1919)
- Kiedyś, powst. 1795–1830, wyd. J. Kallenbach: „O Bardzie polskim ks. Adama Czartoryskiego wobec nieznanych jego poezji”, Rozprawy AU Wydział Filologiczny, t. 57 (1919)
- Sybilla puławska (poemat niedokończony), powst. 1795–1830, fragmenty ogł. L. Dębicki: Puławy, t. 4, Lwów 1888
- Pochwała Jana Pawła Woronicza, czytana na posiedzeniu Tow. Przyj. Nauk dnia 30 kwietnia 1830 roku, Puławy (1830), wyd. 2 Puławy 1830 (w dodatku: poezje Woronicza), rękopis: Ossolineum, sygn. 1898/II
- Dernier mot sur le statut organique imposé à la Pologne le 26 fèvr. 1832, Paryż 1833
- Mowy... od roku 1838–1847, wyd. ze wstępem T.A. Olizarowski, Paryż 1847:
  - przekł. francuski: pojedynczych mów (II połowa XX wieku)
  - przekł. niemiecki: K. Biedermann Fürst A.G. Czartoryski und seine Stellung zur Sache Polens, t. 2, Lipsk 1848
- Lettre... aux Polonais. (Paris, 26 août 1854), Paryż (1854)
- Lettre... à Lord Dudley-Stuart, membre du Parlament à l’ocassion du dînner donné à Londres par le Société des Amis de la Pologne. (Paris, 24 mars 1854), brak miejsca i roku wydania
- O pańszczyźnie, Paryż 1858
- Letter of the A. Prince... (Paris, 30 septembre 1859), brak miejsca i roku wydania (broszurowane razem z: Lettre... à Lord Dudley-Stuart, membre du Parlament à l’ocassion du dînner donné à Londres par le Société des Amis de la Pologne)
- Wezwanie do składki na medal dla lorda D.C. Stuarta, Paryż 1859
- Odezwa do kochanych rodaków. Sierpień, Paryż 1859
- Żywot Juliana Ursyna Niemcewicza, Paryż 1860, rękopisy (kopie z odręcznymi poprawkami autora) w Bibliotece Czartoryskich: Archiwum Domowe, sygn.: Ew. XVII 703-706, Ew XV/1850 (tu na s. 299–453 listy od Niemcewicza)
- Testament polityczny... pisany w Montfermeil, dnia 14 lipca 1861, Paryż (1861), inne wyd. Paryż 1861
- Mémoires du prince Adam Czartoryski et sa correspondence avec l’ empereur Alexandre Ier. Préface de Mr Charles de Mazade, t. 1-2, Paryż 1887
  - przekł. polski: K. Scipio Pamiętniki ks. Adama Jerzego Czartoryskiego i korespondencja jego z cesarzem Aleksandrem I, słowo wstępne L. Gadona, przedmowa K. de Mazade, t. 1-2, Kraków 1904–1905.
  - przekł. angielski: A. Giełgud: Memoirs of Prince Adam Czartoryski and His Correspondence with Alexander I, Londyn 1888
  - przekł. rosyjski: t. 1, pt. Russkij dwor w konce XVIII i naczale XIX stoletija. Iz zapisok kn. Adama Czartoryskiego. 1795–1805, Petersburg 1908 – A. Dmitrijew, t. 1-2, Moskwa 1912–1913
- O pocieszeniu, t. 1-2, niewydane, dzieło filozoficzne pisane w ciągu całego życia, przedmowa napisana w roku 1853, streszczenie podał L. Dębicki: Puławy, t. 4, Lwów 1888
- Pan Sędzia Deluta. Sceny z pierwszych lat panowania Stanisława Augusta, niewydane, streszczenie podał L. Dębicki: Puławy, t. 4, Lwów 1888
- Kant (rozprawa), niewydana, streszczenie podał L. Dębicki: Puławy, t. 4, Lwów 1888
- O czasach dawnego rycerstwa w porównaniu do wieku teraźniejszego, nieukończone, niewydane, streszczenie podał L. Dębicki: Puławy, t. 4, Lwów 1888
- Wstęp do historii, nieukończony, niewydany, streszczenie podał L. Dębicki: Puławy, t. 4, Lwów 1888
- Wstęp do historii Litwy, niewydany, streszczenie podał L. Dębicki: Puławy, t. 4, Lwów 1888.

Spis wierszy Adama Jerzego Czartoryskiego z d. 3 grudnia 1861, sporządzony w Paryżu, podaje tytuły następujących utworów poetyckich wcześniej nie opublikowanych: Bekiesz, ballada heroiczna; Helena; O Temirze; Do księdza Józefa Koblańskiego; Na śmierć Tukresa; Do Ojczyzny 1796 r.; Ułomek o życiu ludzkim; Strofy na śmierć Tadeusza Kościuszki; Portret; Do Ojca; Urywek; O wychowankach księżny Generałowej Czartoryskiej; Do miłości; Nowy Rok, na imieniny ks. Generała Z. P.; O Foubrunie; Do Hanny; Phoebus i Dafne; Strofy na śmierć Leosia mego. 1828; Do sióstr moich; Znikły me szczęsne godziny – wymienione wiersze (kopie i autografy), z wyjątkiem ostatniego, znajdowały się w Bibliotece Czartoryskich (Archiwum Domowe). Tamże wiersz o inc.: Nikłych aż dotąd ogniów łoną obłąkany... (z poprawkami F. D. Kniaźnina). Ponadto pisał mowy i pisma okolicznościowe, zobacz: Estreicher III (1962), s. 357–363. Rękopisy znajdują się m.in. w Bibliotece Czartoryskich, Archiwum Główne Akt Dawnych (Archiwum Wilanowskie, sygn. 136), Archiwum Kuratorii Wileńskiej.

### Przekłady
- Pindar: Ody (wybrane), niewydane, autograf nieznany, wiadomość podał J. Kallenbach: „O Bardzie polskim ks. Adama Czartoryskiego wobec nieznanych jego poezji”, Rozprawy AU Wydział Filologiczny, t. 57 (1919)
- Horacy: Ody (wybrane), niewydane, autograf nieznany, wiadomość podał J. Kallenbach: „O Bardzie polskim ks. Adama Czartoryskiego wobec nieznanych jego poezji”, Rozprawy AU Wydział Filologiczny, t. 57 (1919)
- Sofokles: Antygona, niewydane, autograf nieznany, wiadomość podał J. Kallenbach: „O Bardzie polskim ks. Adama Czartoryskiego wobec nieznanych jego poezji”, Rozprawy AU Wydział Filologiczny, t. 57 (1919)
- Do Wenery (z greckiego), niewydane, autograf nieznany, wiadomość podał J. Kallenbach: „O Bardzie polskim ks. Adama Czartoryskiego wobec nieznanych jego poezji”, Rozprawy AU Wydział Filologiczny, t. 57 (1919)
- J. Macpherson: Pieśń Osjana (fragm. „Śmierć Oskara”), rękopis: Biblioteka Czartoryskich (Archiwum Domowe)
- J. Addison: Cato (fragm. monologu Katona z 5 aktu), rękopis: Biblioteka Czartoryskich (Archiwum Domowe).

### Listy i materiały
- Do I. Czartoryskiej z lat 1785–1789, rękopis: Biblioteka Czartoryskich: Ew. 1089 (Archiwum Domowe nr 529)
- Do G.E. Grodka z lat 1787–1822, rękopisy: Biblioteka Jagiellońska, sygn. 3097; Biblioteka Czartoryskich, sygn. 5240, 5445
- Korespondencja z S.R. Woroncowem z lat 1801–1807, rękopisy: Biblioteka Czartoryskich, sygn. 5528–5533
- Do Jana Śniadeckiego z lat 1801–1825, rękopisy: Biblioteka Jagiellońska, sygn. 3104
- Korespondencja z P. Cycyanowem z lat 1802–1805, rękopis: Biblioteka Czartoryskich, sygn. 5539
- Korespondencja z S. Piattolim z lat 1803–1807, rękopis: Biblioteka Czartoryskich, sygn. 5508
- Korespondencja z A.M. Golicynem, Janem Śniadeckim, T. Czackim, G.E. Grodkiem z roku 1803 i in. (w sprawach Uniwersytetu Wileńskiego), rękopis: Biblioteka Uniwersytetu Warszawskiego, sygn.: F. Pol. XVIII 1.
- Korespondencja z S.R. Woroncowem, wydana pt. „Pierepiska gr. S.R. Woroncowa z kn. A. Czartoryjskom. 44 pis’ma 1803–1807”, Archiv kn. Woroncowa, t. 15
- Do N.N. Nowosilcowa z lat: 1805, 1807, 1812, wydane pt. „Tri pis’ma kniazia A. Czartoryjskogo k N.N. Nowosilcowu. 1805, 1807 i 1812 godow”, soobszczeny N.J. Makarowym, Russkij archiw 1875, t. 1, s. 325
- Korespondencja z F. Gentzem z lat 1805–1806, rękopis: Biblioteka Czartoryskich, sygn. 5534
- Korespondencja z Tatiszczewem z lat 1805–1807, rękopis: Biblioteka Czartoryskich, sygn. 5538
- Do T. Czackiego 2 listy z roku 1806, rękopis: Biblioteka Jagiellońska, sygn. 3140
- Do J. Mickiewicza z roku 1806, rękopis: Biblioteka Jagiellońska, sygn. 3140
- Korespondencja z K. Ypsylantim z lat 1806–1808, rękopis: Biblioteka Czartoryskich, sygn. 5540
- Korespondencja z Aleksandrem I z lat 1806–1823, wyd. w: Alexandre Ier et le prince Czartoryski. Correspondence particulière et conversations 1801–1823... avec une introduction par Ch. de Mazade, Paryż 1865, wyd. 2 (powiększone) w książce: Mémoires du prince Adam Czartoryski et sa correspondence avec l’ empereur Alexandre Ier. Préface de Mr Charles de Mazade, t. 1-2, Paryż 1887
- Do T. Czackiego z roku 1806 (1 list) i Jana Śniadeckiego (6 listów), wyd. M. Baliński: Pamiętniki o Janie Śniadeckiem, t. 2, Wilno 1865
- Do A.K. Czartoryskiego z lat 1807–1821, fragmenty ogł. L. Dębicki: Puławy (1762–1830), t. 2, Lwów 1887, s. 182–184, 233–243, 323-341
- Do I. Czartoryskiej z lat 1807–1835, rękopis: Biblioteka Czartoryskich, sygn.: Ew. 816-818 (Archiwum Domowe nr 248-250)
- Do T. Czackiego z roku 1809, wyd. A. Osiński w: O życiu i pismach T. Czackiego, Krzemieniec 1816; także wyd. 2 Kraków 1851
- Do Jana Śniadeckiego z roku 1809 i S. Malewskiego z roku 1819, wyd. S. Pigoń: „Księcia kuratora A. Czartoryskiego troski o język i literaturę polską”, Źródła Mocy 1931, nr 7 i odb.; przedr. w książce: Wśród twórców, Kraków 1947
- Do I. Czartoryskiej z lat 1811–1834, rękopis: Biblioteka Czartoryskich, sygn.: Ew. 625 (Archiwum Domowe nr 57)
- Do A. Potockiego w zbiorze z lat 1812–1831 i do A. z Lubomirskich Potockiej z roku 1813, rękopisy: Archiwum Główne Akt Dawnych (Archiwum Wilanowskie, sygn. 290, 293)
- Do K. Koźmiana z lat: 1815, 1817 i brak daty, rękopis: Biblioteka PAN Kraków, sygn. 2031: t. 1, k. 12-15; t. 2, k. 99; list z 14 maja 1815 ogł. A.E. Koźmian: Wspomnienia moje, t. 1, Poznań 1867
- Do S. Malewskiego z lat 1816–1822, wyd. J. Kallenbach: „Kuratoria Wileńska (1803–1823)”, Biblioteka Warszawska 1904, t. 3; przedr. w: „Czasy i ludzie”, Warszawa 1905
- Do A.M. Golicyna z roku 1817, Uniwersytet Wileński i S. Malewskiego z roku 1822, ogł. T. Turkowski: Materiały do dziejów literatury i oświaty na Litwie i Rusi, t. 2, Wilno 1937
- Korespondencja z A. Felińskim z lat 1818–1819, fragmenty wyd. E. Kipa Pamiętnik Literacki, rocznik 7 (1908), s. 616–622
- Korespondencja z P. Maleszewskim: do z 9 sierpnia 1818, od z 26 września 1815, listy różne; rękopisy: Biblioteka Czartoryskich, sygn. 5442, 5476; Biblioteka byłej Wyższej Szkoły Handlowej w Warszawie
- Do J.U. Niemcewicza oraz korespondencja z K.U. Niemcewiczem z lat 1849–1850, rękopisy: Biblioteka Czartoryskich, sygn. 5450, 5452, 5462, 5472; fragm. listu do J.U. Niemcewicza z 17 września 1822 ogł. B. Gubrynowicz, Pamiętnik Literacki, rocznik 21 (1924/1925), s. 288
- Korespondencja z J. Twardowskim z lat 1822–1824, wyd. J. Ogończyk Rocznik Towarzystwa Przyjaciół Nauk Poznania, t. 26 (1899) i nadb. Poznań 1900
- Do A.K. Czartoryskiego, rękopis: Biblioteka Czartoryskich, sygn.: Ew. 3212
- Do G.A. Capodistrii z Florencji 7 lutego 1827; do L. Sapiehy 2 listy – z Paryża: 1 października 1832 i 7 czerwca 1841; do A. Zamoyskiego 2 listy – z Paryża: 20 i 22 marca 1861; ogł. M. Handelsman: „Z korespondencji księcia Adama”, Przegląd Współczesny, t. 66 (1938), nr 7, s. 91–102
- Do J. Skrzyneckiego z roku 1831, rękopisy: Biblioteka Czartoryskich, sygn. 3934–3935
- Korespondencja z Anglii z lat 1831–1832, rękopis: Biblioteka Czartoryskich, sygn. 5274
- Korespondencja z lat 1831–1833 (71 listów), ogł. W. Plater Album Muz. Nar. w Raperswilu, Poznań 1871
- Korespondencja z lordem Stuartem Dudleyem z lat 1834–1852, rękopisy: Biblioteka Czartoryskich, sygn.: 5473–5475, 5517–5519 (zob. Lettre... à Lord Dudley-Stuart, membre du Parlament à l’ocassion du dînner donné à Londres par le Société des Amis de la Pologne. (Paris, 24 mars 1854), Wezwanie do składki na medal dla lorda D.C. Stuarta)
- Do A. Mickiewicza 8 listów z lat 1838–1855 i do L. Platera z roku 1839, wyd. W. Mickiewicz Korespondencja Adama Mickiewicza, t. 3-4, Paryż 1876–1885 i wyd. następne; list z 27 października 1855 ogł. E. Heleniusz (E. Iwanowski): Wspomnienia z minionej przeszłości, t. 2, Kraków 1876, s. 558 nn.
- Do A. Mickiewicza z 20 grudnia 1841, wyd. W. Kochanowski Pamiętnik literacki, rocznik 7 (1908), s. 623
- Do M. Czajkowskiego: 15 listów z roku 1842, 1 list z 1848, 1 list z 1849, 3 listy z 1855; do W. Czartoryskiego z roku 1855 i do A. Mickiewicza z roku 1855; wyd. F. Rawita Gawroński: „Działalność emigracji z r. 1831 na terenie Turcji do pokoju paryskiego”, Przewodnik Naukowy i Literacki 1908
- Do: Abdul-Medżida z roku 1851, S. Drozdowskiego z 1852, A. Alléona z 1854, M. Czajkowskiego 2 listy z 1855 i inne, rękopis: Biblioteka PAN Kraków, sygn. 1900, t. 1
- Do H. Błotnickiego z roku 1853, rękopis: Ossolineum, sygn. 12165/II
- Do B. Zaleskiego z roku 1853, wyd. J. Tretiak: Bohdan Zaleski, t. 3, Kraków 1914
- Do L. Łętowskiego 2 listy z roku 1858, wyd. L. Dębicki: Ks. biskup Łetowski, Lwów 1873
- Kilkadziesiąt listów wyd. L. Gadon: „Ks. A. Czartoryski podczas powstania listopadowego”, Przegląd Polski, rocznik 25 (1890/1891), t. 4 (100) – rocznik 26 (1891/1892), t. 1 (101) i wyd. osobne: Kraków 1892; także wyd. nowe: Kraków 1903
- Do L. Nabielaka i K. Różyckiego; w książce: Kilka aktów i dokumentów odnoszących się do działalności A. Towiańskiego, t. 1, Rzym 1898–1899
- Do W. Cousina, wyd. J. Kleiner: „Listy A. Czartoryskiego i Mickiewicza do Cousina”, Przegląd Współczesny 1926, nr 55
- Od A.K. Czartoryskiego z lat 1784–1809, fragmenty ogł. L. Dębicki: Puławy (1762–1830), t. 4, Lwów 1888, s. 63–81
- Od I. Czartoryskiej z lat 1785–1800; tu również kilka listów od ojca, Adama Kazimierza, m.in. z roku 1802; wyd. S. Duchińska Kronika Rodzinna 1886–1887 i wyd. osobne: „Listy I. Czartoryskiej do starszego syna, księcia Adama”, Kraków 1891
- Od I. Czartoryskiej z lat 1799–1800, fragmenty ogł. L. Dębicki: Puławy (1762–1830), t. 4, Lwów 1888, s. 103 nn.
- Od I. Czartoryskiej z lat 1801–1835, rękopisy: Biblioteka Czartoryskich, sygn.: Ew. 1036–1038 (Archiwum Domowe nr 468-470)
- Od S. Trembeckiego 7 listów z lat 1801–1802, wyd.: J. Kott, R. Kaleta: Listy Stanisława Trembeckiego, t. 2, Wrocław 1954
- Od F. Karpińskiego 3 listy z lat 1802–1817, wyd. T. Mikulski, R. Sobol: „Korespondencja Franciszka Karpińskiego z lat 1763–1825”, Wrocław 1958, Archiwum Literatury, t. 4
- Od T. Mostowskiego 2 listy z roku 1803, wyd. J. Platt: Tadeusz Mostowski jako wydawca. Z problemów „polskich Didotów”, Ze skarbca kultury 1960, zeszyt 12
- Od T. Czackiego 10 listów z lat 1803–1811, wyd. w całości lub fragm. L. Dębicki: „Z korespondencji naukowej Puław”, Biblioteka Warszawska 1885, t. 1; przedr. w: Puławy, t. 3 Lwów 1888, s. 92 nn.
- Od J.U. Niemcewicza 87 listów z lat 1803–1840, wyd. Żywot Juliana Ursyna Niemcewicza, Paryż 1860, s. 299–453
- Od J.U. Niemcewicza z lat: 1804, 1820; rękopisy: Biblioteka Narodowa, nr akcesji 6939 (Archiwum Wilanowskie, sygn. nr 216) i Biblioteka Czartoryskich, sygn. 5504
- Od I. Potockiego z lat 1804–1805, rękopis: Biblioteka Czartoryskich (Archiwum Domowe, sygn. nr 1226)
- Od J. Chodaniego, rękopis: Archiwum Kuratorii Wileńskiej, sygn. 108, zawierający materiały z lat 1804–1824
- Od J. Wybickiego z roku 1804 i od T. Gorzeńskiego z roku 1814, ogł. A.M. Skałkowski: Archiwum Wybickiego, t. 2, Gdańsk 1950
- Od Jana Śniadeckiego 5 listów z lat 1805–1807, wyd. M. Chamcówna, S. Tync: Korespondencja Jana Śniadeckiego: Listy z Krakowa, t. 2 (1787–1807); ze spuścizny po L. Kamykowskim, Wrocław 1954
- Od L. Platera z roku 1806, rękopis: Biblioteka Jagiellońska, sygn. 3140
- Od Jana Śniadeckiego z lat 1806–1807, rękopis: Biblioteka Jagiellońska, sygn. 3162, t. 1-2
- Od Jana Śniadeckiego 11 listów z lat 1806–1818 oraz 2 listy (brak daty), wyd. M. Baliński: Pamiętniki o Janie Śniadeckim, t. 1-2, Wilno 1865
- Korespondencja Jana i Jędrzeja Śniadeckich z lat 1806–1829, rękopis: Biblioteka Czartoryskich, sygn. 125
- Od Jana Śniadeckiego z lat 1807–1808, rękopis: Biblioteka Jagiellońska, sygn. 3157
- Od Jana Śniadeckiego 5 listów z lat 1807–1809, wyd. M. Baliński: Studia historyczne, Wilno 1856
- Od Jana Śniadeckiego, znajdowały się w zbiorach w Jaszunach koło Wilna, w tekach obejmujących lata: 1808–1809, 1810–1830; odpisy L. Kamykowskiego w Bibliotece PAN Kraków
- Od A. Osińskiego 2 listy z lat 1809–1816; od S. Kłokockiego z roku 1813; rękopis: Biblioteka Czartoryskich, sygn. 5476; list z roku 1809 wyd. A. Kowalska: „Jeszcze jedno hasło z nie wydanego słownika języka polskiego Alojzego Osińskiego”, Prace Polonistyczne, seria XIII (1957)
- Od Jana Śniadeckiego z lat 1809–1824, rękopis: Biblioteka Czartoryskich, sygn. 127
- Od P.S. Dupont de Nemours z roku 1811, wyd. L. Dębicki Puławy (1762–1830), t. 4, Lwów 1888
- Od J. Zawadzkiego, ogł. T. Turkowski: Początki „Pamiętnika Warszawskiego” w r. 1814”, Pamiętnik Warszawski 1931, s. 10
- Od F. Bentkowskiego z 19 maja 1815, rękopis: Biblioteka Czartoryskich, sygn. 5476
- Od K. Lacha Szyrmy 5 listów z lat 1819–1846, rękopis: Biblioteka Czartoryskich, sygn. 5521; ogł. A. Aleksandrowicz: „Przyczynki do działalności kulturalno-literackiej Krystyna Lacha Szyrmy”, Przegląd Humanistyczny 1961, nr 2
- Korespondencja z M. Jurkowskim, rękopisy: Biblioteka Czartoryskich, sygn. 5477; Biblioteka Jagiellońska, sygn. 976/1; fragm. listu od Jurkowskiego z 14 lipca 1819 – ogł. M. Plezia w dodatku do: „Michał Jurkowski i greka w Krzemieńcu, 1805–1830”, Wrocław 1964, PAN. Oddział w Krakowie. Prace Komisji Filologii Klasycznej nr 5
- Od J. Zawadzkiego i Jana Śniadeckiego z roku 1821, fragmenty ogł. T. Turkowski: Materiały do dziejów literatury i oświaty na Litwie i Rusi, t. 2, Wilno 1937
- Od J.K. Chodaniego z roku 1822, rękopis: Biblioteka Czartoryskich, sygn. 5477
- Od J. Gołuchowskiego z roku 1823, wyd. L. Dębicki Puławy (1762–1830), t. 4, Lwów 1888
- Od A. Kłągiewicza z roku 1823, rękopis: Biblioteka Czartoryskich, sygn. 5458
- Od Jędrzeja Śniadeckiego, ogł. A. Wrzosek: „Listy Jędrzeja Śniadeckiego do księcia A. Czartoryskiego, kuratora Wileńskiego Okręgu Naukowego”, Krytyka Lekarska 1903 i odb.
- Od J. Bema z lat 1832–1847, rękopis: Biblioteka Czartoryskich, sygn. 5483
- Od emigrantów polskich w Ameryce z lat 1834–1837, rękopis: Biblioteka Czartoryskich, sygn. 5500
- Od różnych osób z Tuluzy z roku 1843, rękopis: Biblioteka Czartoryskich, sygn. 5479
- Od C. Norwida z: 2 czerwca 1850 i 7 kwietnia 1860; z autografów Biblioteki Czartoryskich ogł. S. Pigoń: „Z korespondencji Cypriana Norwida. Listy do A. i Wł. Czartoryskich”, Tydzień, dodatek do Głosu Narodu 1936, nr 11-12; odb. Kraków 1936
- Od C. Norwida z lata roku 1852, ogł. S. Pigoń: „Kilka listów Cypriana Norwida”, Głos (Poznań) 1935, nr 1; przedr. w odbitkach C. Norwid: „Słowo i litera w rozwoju dziejowym uważane. Garść listów z lat 1846–1883”, Warszawa 1935 (1936)
- Od C. Norwida z 7 kwietnia 1856, autografu Biblioteki Czartoryskich, ogł. S. Pigoń: „Uwaga Cypriana Norwida o III cz. Dziadów”, Ruch Literacki 1930, nr 4
- Od M. Grabowskiego, wyd. M. Handelsman: „Nieznany list M. Grabowskiego do ks. Adama”, Księga pamiątkowa ku czci L. Pinińskiego, t. 1, Lwów 1936, s. 349–358
- Od F. Bentkowskiego, rękopis: Biblioteka Uniwersytetu Warszawskiego, sygn. 2795 (Pol. F. XVIII 8)
- Dyplom Akademii Wileńskiej z roku 1808 mianujący Czartoryskiego członkiem honorowym, rękopis: Archiwum Główne Akt Dawnych (Archiwum Wilanowskie, sygn. 370)
- Zapiski z roku 1810, wydane pt. „Zapiska kniazia A. Czartoryskiego ob jego politiczeskom połozenii (1810). Soobszczeno grafom S.G. Stroganowym”, Russkij archiw 1876, t. 1, s. 418
- Zalecenia dane J. Twardowskiemu z lat 1822–1824, wyd. Dr Szeliga (J. Bieliński): „Reforma Uniwersytetu Wileńskiego... za rektoratu Twardowakiego”, Archiwum do Dziejów Literatury i Oświaty w Polsce, t. 9 (1897)

Szereg innych dokumentów rejestruje Estreicher III (1962), 362-364. Rękopisy listów znajdowały się m.in. w: Bibliotece Czartoryskich, Archiwum K. Montalemberta w La Roche en Breuil, Bibliotece Jagiellońskiej, a także w: Bibliotece Krasińskich i w zbiorach raperswilskich Biblioteki Narodowej; zniszczone w roku 1944.

## Działalność masońska
W XVIII wieku był członkiem loży Świątynia Izis, był sędzią i członkiem honorowym loży wolnomularskiej Bouclier du Nord w 1811 roku, członkiem loży Kazimierz Wielki w 1819/1820 roku, członkiem honorowym loży Ciemności Rozproszone w 1820 roku.